# 月球南极人脸

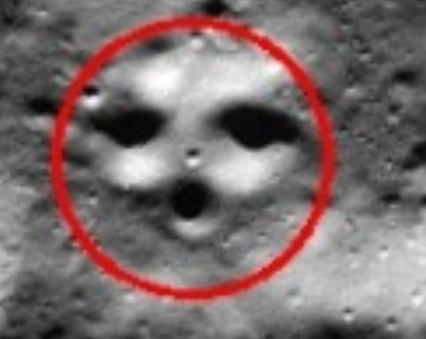
月球南极人脸

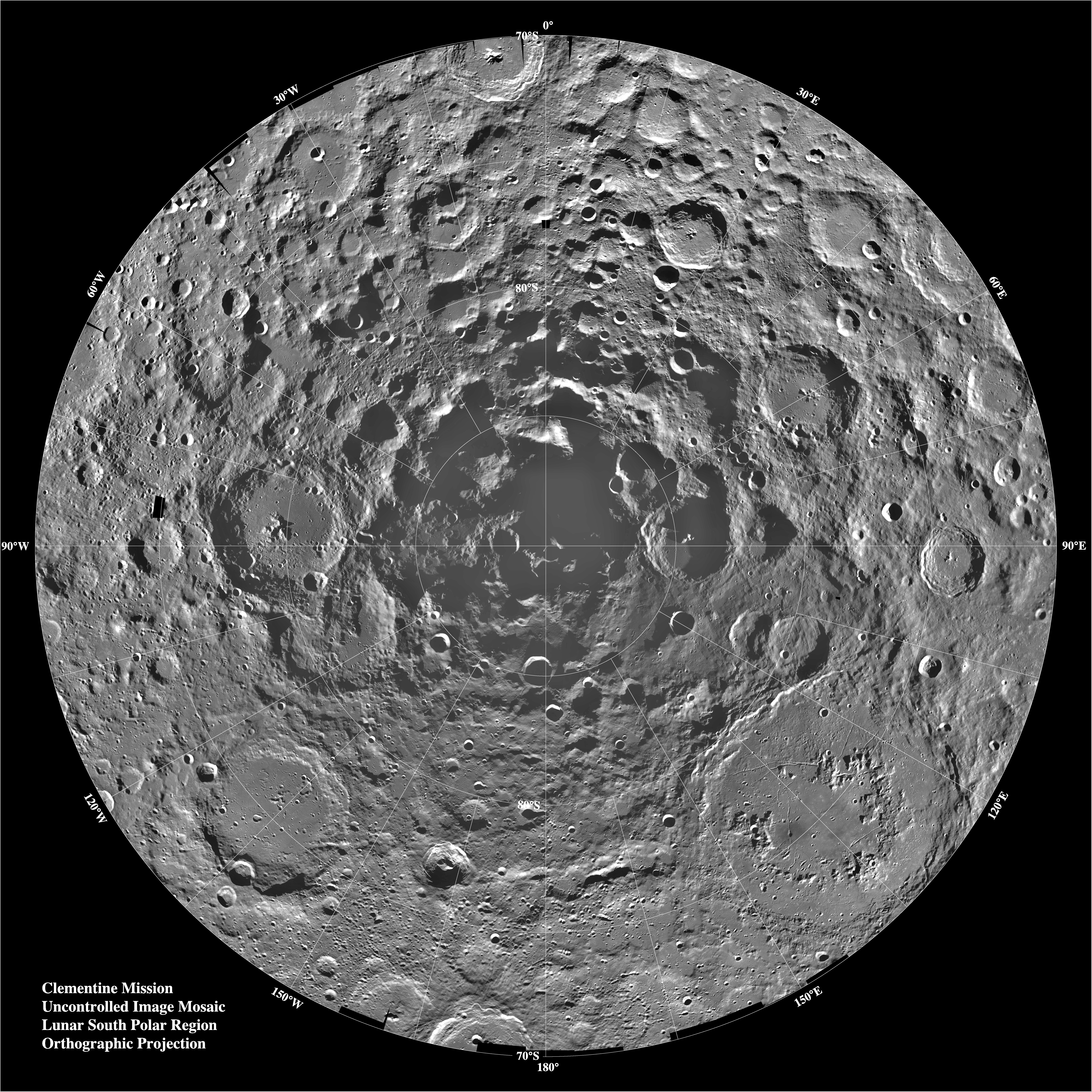
克莱门汀号拍摄的月球南极

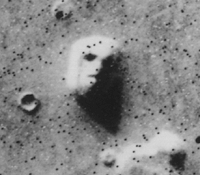
塞东尼亚区一座平顶山的卫星照片，经常被称为"火星人脸"，后来从另外的角度拍摄了没有阴影的照片。

月球南极人脸是2013年东京国际太空应用程序挑战赛 （页面存档备份，存于）项目的成果之一，通过计算机系统使用人脸识别技术，从月球勘测轨道飞行器拍摄的图像中自动检测出的月球上的一个区域（南纬81.9°、东经39.27°）。

## 3D 图像
请点击这里 （页面存档备份，存于）.

## 另请参阅
- 月球南极
- 塞東尼亞區
- 月球殖民
- 月面学